# Kazunari Koga
Kazunari Koga (古賀 一成 Koga Kazunari?), född 17 april 1972 i Shizuoka prefektur, är en japansk före detta fotbollsspelare.
Koga började sin karriär 1995 i Cerezo Osaka. Han avslutade karriären 1999.